# Gerda Holzmacher
Gerda Holzmacher (* 11. Januar 1915 in Magdeburg; † 26. September 1980) war eine deutsche SED-Funktionärin. Sie war Mitglied des ZK der SED und Vorsitzende der Bezirksparteikontrollkommission Gera der SED.

## Leben
Holzmacher wurde als Tochter eines Schriftsetzers und einer Näherin geboren. Ihr Vater war Mitglied der Kommunistischen Partei Deutschlands (KPD). Während der NS-Diktatur war er 1933/34 im KZ Esterwegen und 1934/35 im Gefängnis inhaftiert. 
Gerda Holzmacher besuchte die Volks- und Handelsschule sowie das Lyzeum. Sie legte 1934 ihr Abitur ab. Zwischen 1934 und 1938 absolvierte sie eine Lehre zur kaufmännischen Angestellten (Handlungsgehilfin) in Erfurt. Anschließend arbeitete sie von 1938 bis 1945 als Buchhalterin, Stenotypistin und Geschäftsführerin in Quedlinburg sowie in Erfurt.
Nach Kriegsende arbeitete sie 1945/46 als Angestellte in einer Volksbuchhandlung in Erfurt. Im Juni 1945 trat sie der KPD bei und wurde 1946 Mitglied der SED. Ab Oktober 1945 war sie als Funktionärin für die KPD in Erfurt tätig. Von April 1946 bis März 1947 wirkte Holzmacher als Kreisfrauenreferentin im Landesamt für Volksbildung in Weißensee und war Mitglied des SED-Kreisvorstandes Erfurt-Weißensee. Von März 1947 bis 1948 fungierte sie dann als Organisationssekretär des Kreisvorstandes Erfurt-Weißensee. Von 1947 bis 1951 gehörte sie dem SED-Landesvorstandes bzw. der SED-Landesleitung Thüringen als Mitglied an. Von September 1948 bis Mai 1949 studierte sie an der Parteihochschule „Karl Marx“ in Berlin. Anschließend leitete sie von Juli 1949 bis April 1950 die Organisations-Instrukteur-Abteilung des SED-Landesvorstandes Thüringen in Erfurt. Von April 1950 bis Februar 1951 war sie Sekretär des Landesvorstandes Thüringen. Von Juli 1950 bis Mai 1976 war Holzmacher Mitglied des ZK der SED. Von 15. Oktober 1950 bis 15. Februar 1951 gehörte sie als Mitglied dem Landtag von Thüringen an.
Von Februar 1951 bis August 1954 studierte sie an der Parteihochschule beim ZK der KPdSU in Moskau. Sie schloss das Studium als Diplom-Gesellschaftswissenschaftlerin ab. Von September 1954 bis März 1956 fungierte sie als stellvertretende Leiterin der Abteilung Wissenschaft und Propaganda des ZK der SED, von April 1956 bis Juni 1958 als Sekretär für Agitation und Propaganda der Bezirksleitung Rostock der SED und von Juli 1958 bis September 1961 als Sekretär für Agitation und Propaganda der Bezirksleitung Gera der SED. Von September 1961 bis März 1976 war sie Vorsitzende der Bezirksparteikontrollkommission Gera der SED. Von 1958 bis 1980 war sie Mitglied der SED-Bezirksleitung Gera und von 1958 bis 1976 auch Mitglied ihres Büros bzw. ihres Sekretariats.
Holzmacher war auch zeitweise Mitglied der Frauenkommission beim Politbüro des ZK der SED. Im März 1976 ging sie in den Ruhestand.

## Auszeichnungen und Ehrungen
- Vaterländischer Verdienstorden in Bronze (1959), in Silber (1965) und in Gold (1980)
- Orden „Banner der Arbeit“ (1973)
- Die nach ihr benannte Gerda-Holzmacher-Straße im Geraer Stadtteil Bieblach wurde im März 1991 in Wartburgstraße umbenannt.[3]